# Osiedle Franciszka Kotuli
Osiedle Franciszka Kotuli – osiedle nr XXIV miasta Rzeszowa. Dnia 28 grudnia 2010 r. liczyło 4426 mieszkańców, a według stanu na dzień 10 maja 2019 r. osiedle zamieszkiwały 5782 osoby. Według stanu na 31 października 2019 r. osiedle liczyło 5772 mieszkańców.
Osiedle jest jednym z najmłodszych rzeszowskich kompleksów mieszkaniowych. Pierwsze budynki mieszkalne pojawiły się tam w latach 90. XX wieku. Obecnie jest ono jednym z najprężniej rozwijających się osiedli w Rzeszowie. 